# Reidsville (Carolina del Nord)
Reidsville és una població dels Estats Units a l'estat de Carolina del Nord. Segons el cens del 2000 tenia 14.485 habitants.

## Demografia
Segons el cens del 2000, Reidsville tenia 14.485 habitants, 6.013 habitatges i 3.902 famílies. La densitat de població era de 418,3 habitants per km².
Dels 6.013 habitatges en un 27,5% hi vivien nens de menys de 18 anys, en un 42,7% hi vivien parelles casades, en un 18,3% dones solteres, i en un 35,1% no eren unitats familiars. En el 31,3% dels habitatges hi vivien persones soles el 14,4% de les quals corresponia a persones de 65 anys o més que vivien soles. El nombre mitjà de persones vivint en cada habitatge era de 2,34 i el nombre mitjà de persones que vivien en cada família era de 2,92.
Per edats la població es repartia de la següent manera: un 23,4% tenia menys de 18 anys, un 6,8% entre 18 i 24, un 28% entre 25 i 44, un 23% de 45 a 60 i un 18,8% 65 anys o més.
L'edat mediana era de 40 anys. Per cada 100 dones de 18 o més anys hi havia 78 homes.
La renda mediana per habitatge era de 31.040 $ i la renda mediana per família de 37.553 $. Els homes tenien una renda mediana de 30.745 $ mentre que les dones 21.991 $. La renda per capita de la població era de 17.414 $. Entorn de l'11,6% de les famílies i el 15,1% de la població estaven per davall del llindar de pobresa.

## Poblacions més properes
El següent diagrama mostra les poblacions més properes.